# Yalal ad-Din Muhammad Rumi
Yalāl ad-Dīn Muhammad Rūmī (en persa: جلالالدین محمد رومی), también conocido como Yalāl al-Dīn Muḥammad Baljī (جلالالدین محمد بلخى), Mevlânâ/Mawlānā (persa: مولانا, lit. (مولوی, lit. 'nuestro maestro') y Mevlevî/Mawlawī (persa: مولوی, lit. 'mi maestro'), fue un célebre poeta musulmán persa, erudito islámico, alfaquí hanafí, teólogo maturidí y místico sufí que nació el 30 de septiembre de 1207 en Balj, en la actual Afganistán (entonces parte de la provincia del Gran Jorasán de Persia) y murió en Konya (entonces parte del Sultanato de Rüm, de la dinastía de los turcos selyúcidas), el 17 de diciembre de 1273, razón por la cual se conmemora cada año el fallecimiento de este ilustre pensador y místico sufí del Islam en dicha ciudad de la Anatolia turca. También es más conocido popularmente como Rumí, que significa «originario de la Anatolia romana» ya que la Anatolia era denominada por los turcos selyúcidas como la «tierra de Rum (los romanos)», en referencia al Imperio romano de oriente más conocido como Imperio bizantino.
La importancia de Rumí trasciende lo puramente nacional y étnico: iranios, tayikos, turcos, griegos capadocios, pastunes, otros musulmanes de Asia central, así como musulmanes del subcontinente indio han apreciado enormemente su legado espiritual a lo largo de los últimos siete siglos. Después de su muerte, sus seguidores fundaron la orden sufí Mevleví, mejor conocidos como los «Derviches Giróvagos», ya que realizan una meditación en movimiento llamada «semá» donde hombres (y actualmente, mujeres) giran sobre sí mismos acompañados por flautas y tambores.
A través de los siglos ha tenido una significativa influencia en la literatura persa, urdú y turca. Sus poemas son diariamente leídos en los países de habla persa como Irán, Afganistán y Tayikistán y han sido ampliamente traducidos a varios idiomas alrededor del mundo. Rumi ha sido descrito como «el poeta más popular del mundo» y «el poeta más vendido» en los Estados Unidos.
Las obras de Rumi están escritas principalmente en persa, pero usó ocasionalmente también el turco, árabe, y el griego capadocio en sus versos. Su poema Masnavi (Maznawi), escrito en Konya, es considerado uno de los más grandes poemas de la lengua persa. Sus obras son ampliamente leídas actualmente en su lengua original a lo largo del Gran Irán y el mundo de habla persa. Traducciones de sus obras son muy populares, de manera más notable en Turquía, Azerbaiyán, los Estados Unidos y el Sur de Asia. Su poesía ha influenciado no solo la literatura persa, sino también las tradiciones literarias de las lenguas turca otomana, chagatai, urdu, bengalí y pastún.

## Vida
Yalal ad-Din Rumi nació en la ciudad de Balj, Afganistán, en 1207. Alrededor del año 1220, cuando Rumi tenía doce años, su familia dejó las provincias orientales de Persia con un grupo de discípulos y viajó hacia el oeste a causa de las invasiones del imperio mongol. Durante esta peregrinación conoció lugares como Jorasán, Bagdad, La Meca, Medina, Jerusalén, Alepo y Damasco, llegando a conocer a muchos de los eruditos y sufíes de la época. 
Entre los encuentros con estos eruditos, se cuenta que en la ciudad de Nishapur conoció al renombrado poeta persa sufí Farid al-Din Attar quien le renombró como Yalal ad-Din. Al parecer el Jeque Attar quedó muy impresionado por el joven Rumi, y le dijo a su padre luego de regalarle una copia de su "Asrar Nameh" (Libro de los secretos): "Pronto este hijo tuyo hará arder a los aspirantes espirituales de este mundo". 
Hacia el año 1230 y probablemente por una invitación de Kaikubad I, el gran juez de Anatolia, el padre de Rumi, Baha'uddin Walad, tomó rumbo a Asia Menor y se instaló en Konya, Turquía, una ciudad relacionada con su familia hasta el día de hoy. Baha'uddin Walad y su familia fue bienvenida y recibida afectuosamente en Konya, lugar que acogía en esos momento a muchos inmigrantes provenientes de las ciudades orientales de Persia, dado que Anatolia representaba un refugio tranquilo en el Mundo Islámico durante los turbulentos años de la invasión mongólica. Baha'uddin Walad adquirió fama rápidamente como un erudito religioso y sufí, llegando a ser el autor del "Ma'arif", obra maestra del sufismo. Murió con honor cuando Rumi tenía 24 años de edad.
Para ese entonces Rumi, casado y con su primer hijo (el que sería Sultán Veled), ya había comenzado su acercamiento y contacto con la espiritualidad gracias a la instrucción comenzada por su progenitor y continuada bajo la tutela de Sayyid Burjanedín de Balkh, amigo cercano de su padre, quien lo iniciaría en los misterios del Sufismo.
El primer contacto que toma Rumi con Sayyid es interesante: Sayyid al momento de la muerte de su amigo, el padre de Rumi, se encontraba en Balj (Jorasán), y comprendió que debía ir a Konya para asumir la educación espiritual de Yalal ad-Din (Rumi). Alrededor de un año después Sayyid se encuentra con Rumi y durante nueve años le instruye en la "ciencia de los profetas y los estados". Esta instrucción comenzó con un retiro estricto de cuarenta días continuando con varias disciplinas de meditación y ayuno.
Con el tiempo, Rumi creció en el conocimiento y la ciencia de Dios. En uno de sus encuentros con Sayyid, quien sintió que había cumplido su cometido respecto a Rumi, éste le dijo:
“Ya estás preparado, hijo mío. No tienes igual en ninguna de las ramas del aprendizaje. Te has convertido en un león del conocimiento. Yo también soy un león y no es necesario que los dos estemos acá, por eso quiero marcharme. Más aún, un gran amigo vendrá a ti y serán cada uno el espejo del otro. Él te guiará hacia las partes más profundas del mundo espiritual, y tú le guiarás a él. Cada uno de ustedes complementará al otro, y serán los mejores amigos del mundo entero.” 
Y así fue como Sayyid anunció la llegada de Shams-e-Tabrizi, el evento central de la vida de Rumi. Sayyid, luego de este encuentro, quiso vivir el resto de sus años en aislamiento.
Rumi, ya convertido en maestro, tanto en las ciencias del Shari como del Sufismo, estableció un círculo alrededor de Konya, en algún momento entre 1240 a 1244, centrándose en la enseñanza, la meditación, ayudando a los pobres y en actividades de aprendizaje. Se cuenta que era un profesor muy popular, y que no menos de cuatrocientos estudiantes asistían a sus clases.
En 1244 y a la edad de treinta y siete años, Rumi conoció al errante espiritual llamado Shams de Tabriz, que había llegado a Konya ese año después de permanecer un corto lapso en Bagdad. Shams era un sufí misterioso y poderoso; incluso su muerte no ha sido resuelta aún, y tiene tumbas que se han convertido en puntos de peregrinación hasta el día de hoy.
El encuentro de Rumi con Shams puede compararse con el encuentro de Abraham con Melquisedec. La siguiente explicación se la debo a Murat Yagan: “Un Melquisedec y un Shams son mensajeros de la Fuente. No hacen nada por sí mismos, sino que traen iluminación a alguien que puede recibirla, alguien que está muy completo o muy vacío. Mawlana era uno que estaba muy completo. Luego de recibirla pudo aplicar este mensaje para beneficio de la humanidad.”
Este encuentro marca el punto de inflexión en la vida de Rumi, quien hasta ese entonces había sido un profesor de religión eminente y un místico elevado para convertirse en un poeta extático y gran amante de la humanidad.
El primer poema escrito por Rumi está en una carta para Shams, y de la época de su encuentro hasta la muerte de Rumi, Shams nunca dejó de componer poesías. La amistad afectiva y espiritual entre estas dos figuras altísimas es infrecuente en la historia del Sufismo y se hizo proverbial en Oriente.
El hecho de que Rumi pasara todo el día con Shams, generó un creciente sentimiento de celos en sus discípulos y por el acoso de éstos Shams debió dejar Konya. Rumi se angustió tanto por este alejamiento que le escribió numerosas cartas y mensajes que contenían poemas en persa y árabe.
Ven y visita mi casa por algún tiempo

Que la luz del Amor puede brillar

Desde Konya a Samarcanda

Y Bojará por algún tiempo...
Finalmente pudo encontrarle y convencerle de su regreso, ambas acciones llevadas a buen puerto gracias a la intervención de su propio hijo el Sultán Veled.
La segunda desaparición de Shams, sin embargo, resultó ser la última. Durante la noche del 5 de diciembre de 1248, mientras Rumi y Shams estaban charlando, Shams fue llamado a la puerta. Esa fue la última vez que Rumi le vería. Se piensa que fue asesinado por discípulos resentidos por su influencia sobre su maestro. El misterio de su ausencia envolvió el mundo de Rumi y lo buscó viajando durante dos años, incluso a lugares tan lejanos como Damasco. Pero todos sus intentos fueron en vano y fue allí que escribió:
¿Por qué debo buscarlo? Soy el mismo, soy como él.

Su esencia habla a través de mí.

¡Me he estado buscando!
Si bien Rumi era un hombre de Conocimiento y Santidad, la profecía de Sayyid se cumpliría luego de su encuentro con Shams en el sentido de que él "ahogaría las almas de los hombres en una vida nueva y en la abundancia inconmensurable de Dios… y traería de nuevo a la vida a los muertos de este falso mundo aportando… significado y amor."
Rumi regresó a Konya, empezó su instrucción abierta del Sufismo y creó la danza espiritual de los derviches giróvagos, por la que la orden Mevleví ha sido famosa durante los siguientes siglos.
Para ese entonces, Rumi había desarrollado una profunda amistad espiritual con Husamedín Chelebi. En uno de sus paseos por los viñedos de Meran, en las afueras de Konya, Husamedín le explicó una idea que tenía: "Si escribieras un libro como el Ilahiname de Sanaí, o como el Mantiq’iut-Tayr’i de Faridudín Attar, éste se convertiría en la compañía de muchos trovadores. Ellos llenarían sus corazones con tu trabajo y compondrían música para acompañarlo."
Rumi sonrió y extrajo del interior de los pliegues de su turbante, un trozo de papel en el que había escrito las famosas dieciocho líneas iniciales de lo que sería luego el Masnavi:
Escucha el ney, y la historia que cuenta,

como canta acerca de la separación...
Al escuchar esto, Husamedín lloró de alegría y le rogó a Rumi que escribiera más volúmenes. Rumi le respondió con un pedido: "Chelebi, si tú consientes en escribir para mi, yo recitaré". Y fue así como Rumi, a sus cincuenta años, inició el dictado de su monumental obra, el Masnavi. Husamedín describió el proceso diciendo: "Él nunca tomó una pluma en su mano mientras componía el Masnavi. Dondequiera que estuviese, ya sea en la escuela, en los baños termales del Ilgin, en los baños de Konya, o en los viñedos de Meran, yo escribía lo que él recitaba. A menudo apenas podía seguirle el paso, a veces día y noche durante varios días. Otras veces no componía durante meses, y una vez estuvo dos años sin producir nada. Al término de cada libro, yo se lo leía de vuelta, de modo que pudiera corregir lo que había escrito."

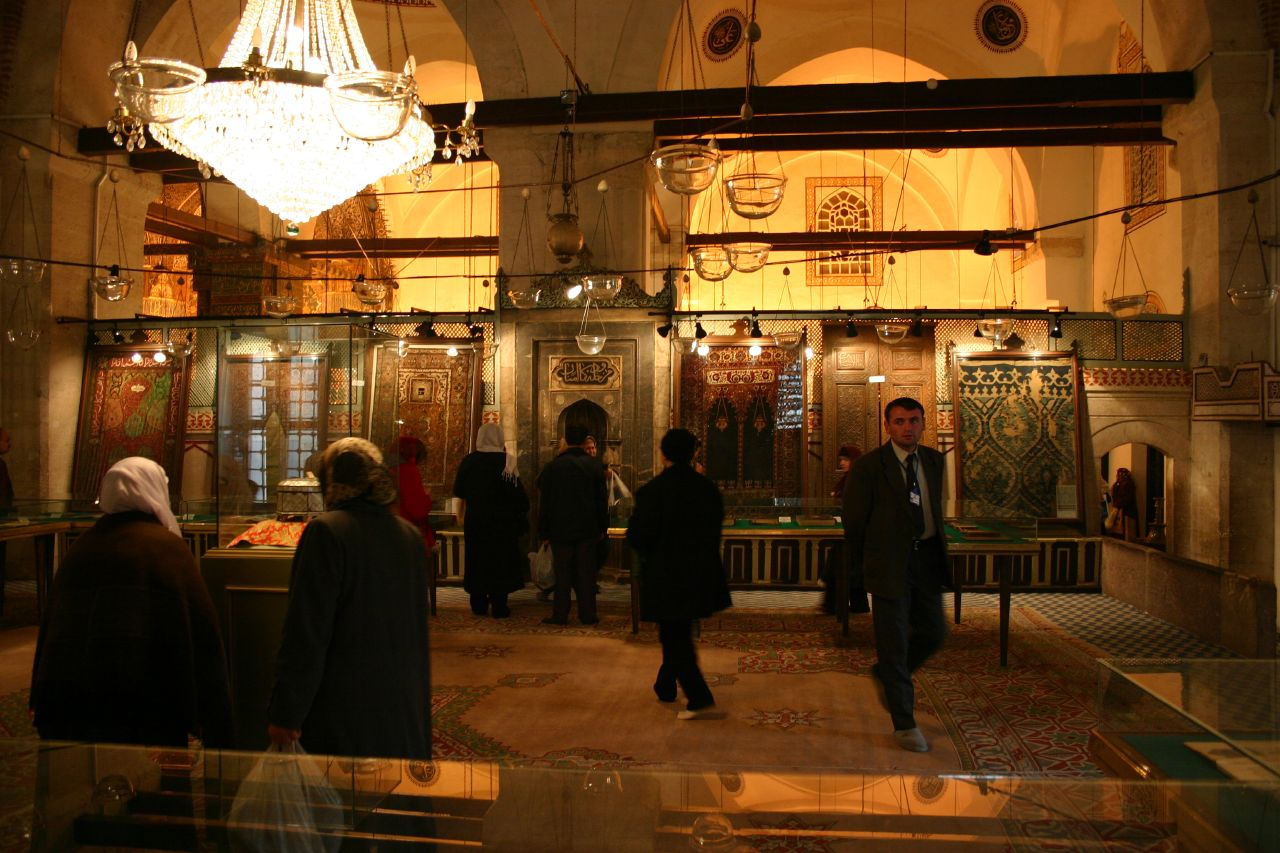
Museo Mevlana en Konya, Turquía.

En diciembre del año 1273, Yalal al-Din cayó enfermo. Sabía que el momento del encuentro con el Amado estaba cercano, un momento que para él era uno de los más felices de su vida. Pronosticó su propia muerte y escribió el conocido "Ghazal", que empieza con la estrofa: 
¿Cómo sabes qué clase de rey tengo dentro de mí como compañero?

No pruebes una mirada sobre mi dorado rostro, porque tengo piernas de hierro.
Rumi falleció el 17 de diciembre de 1273, en paz y rodeado por su progenie espiritual, que incluía también a su familia más cercana. El reconocido maestro sufí, Sadr Qunyawi, fue el encargado de las plegarias ante el cuerpo y los restos terrenales de Rumi, uno de los maestros sufís más grandes de la historia y el poeta sufí y persa más reconocido en el mundo.
Su tumba, en el Museo Mevlâna en Konya es hasta el día de hoy uno de los lugares más importantes de peregrinación del mundo islámico, una segunda Ka'ba para los sufíes y el centro espiritual de Turquía.

## Sus enseñanzas
El tema general de sus pensamientos, así como los de otros escritores sufíes, está esencialmente enfocada sobre el concepto de Tawheed (unidad) y la unión con su Amado (la fuente principal) de donde hemos sido cortados y del constante lamento por esta separación y su constante deseo de volver al "cañaveral" (la unidad):
Escucha el ney, y la historia que cuenta,

cómo canta acerca de la separación:

Desde que me cortaron del cañaveral,

mi lamento ha hecho llorar a hombres y mujeres.

Deseo hallar un corazón desgarrado por la separación,

para hablarle del dolor del anhelo.

Todo el que se ha alejado de su origen,

añora el instante de la unión.
[...]
Cuando la rosa se haya ido y el jardín esté marchito,

no podrás escuchar más la canción del ruiseñor.

El Amado lo es todo; el amante apenas un velo.

El Amado está viviendo; el amante es una cosa muerta.

Ama las voluntades de lo que traen estas palabras.
[...]
Le pregunté al ney (flauta de caña):

¿de qué te lamentas?

¿cómo puedes gemir sin poseer lengua?

El ney respondió:

Me han separado del cañaveral

y ya no puedo vivir sin gemir y lamentarme
El "Masnavi" entreteje fábulas, escenas de la vida cotidiana, revelaciones Coránicas y exégesis y temas metafísicos, formando un extenso e intrincado tapiz. Rumi se considera un ejemplo de un "insān kāmil", término árabe para designar al ser humano perfeccionado (lit. humano completo). Él dijo de sí mismo "no soy un profeta, pero seguramente he traído unas Escrituras". Rumi creyó apasionadamente en el uso de la música, la poesía y el baile como medio de búsqueda para alcanzar a Dios. Para Rumi, la música ayuda a los devotos a centrar su ser en lo divino, y a hacer esto tan intenso que el alma se destruya y resucite. Fue esta la idea que en la práctica desarrollaron los Derviches Giróvagos en una forma ritual. Él fundó la orden del Mevleví, y creó el "Sema", una danza sagrada. En la tradición de la orden Mevleví, la Sema representa un viaje místico de desarrollo espiritual, permitiendo el perfeccionamiento de la mente y el amor. En este viaje el buscador da vueltas simbólicamente hacia la verdad, crece con amor, abandona el ego, encuentra la verdad, y llega a la "Perfección"; luego regresa de este viaje espiritual con mayor madurez, para amar y estar al servicio del conjunto de la creación, sin discriminación hacia las creencias, razas, clases y naciones.
Según Shahram Shiva, una de las razones del renombre de Rumi es que 
"Rumi puede verbalizar el altamente personal y a menudo confuso mundo del crecimiento personal/espiritual y místico de una manera muy concisa y directa. Él no ofende a nadie e incluye a todos en sus textos. El mundo de Rumi no es ni exclusivamente el mundo de un sufí, ni el mundo de un hindú, ni un judío, ni un cristiano; es el estado más alto de un ser humano, un ser humano completamente desarrollado, no encasillado por limitaciones culturales; él toca a cada uno de nosotros. 
Ven, ven, quienquiera que seas;
Seas infiel, idólatra o pagano, ven
Este no es un lugar de desesperación
Incluso si has roto tus votos cientos de veces, aún ven!
Los poemas de Rumi se pueden oír hoy en las iglesias, sinagogas, monasterios de Zen, así como en los escenarios del arte y de la música en Nueva York. Según el profesor Majid M. Naini, la vida y la transformación de Rumi proporcionan el testimonio y la prueba verdadera de que las gentes de todas las religiones y procedencias puede vivir juntas en paz y armonía. Las visiones, las palabras, y la vida de Rumi enseñan cómo alcanzar la paz y felicidad interna, para poder, finalmente, parar la corriente continua de la hostilidad y el odio y alcanzar la paz y armonía globales verdaderas.

¿Qué puedo hacer, oh creyentes?, pues no me reconozco a mí mismo.

No soy cristiano, ni judío, ni mago, ni musulmán.

No soy del Este, ni del Oeste, ni de la tierra, ni del mar.

No soy de la mina de la Naturaleza, ni de los cielos giratorios.

No soy de la tierra, ni del agua, ni del aire, ni del fuego.

No soy del empíreo, ni del polvo, ni de la existencia, ni de la entidad.

No soy de India, ni de China, ni de Bulgaria, ni de Grecia.

No soy del reino de Irak, ni del país de Jurasán.

No soy de este mundo, ni del próximo, ni del Paraíso, ni del Infierno.

No soy de Adán, ni de Eva, ni del Edén, ni de Rizwán.

Mi lugar es el sinlugar, mi señal es la sinseñal.

No tengo cuerpo ni alma, pues pertenezco al alma del Amado.

He desechado la dualidad, he visto que los dos mundos son uno;

Uno busco, Uno conozco, Uno veo, Uno llamo.

Estoy embriagado con la copa del Amor, los dos mundos han desaparecido de mi vida;

no tengo otra cosa que hacer más que el jolgorio y la jarana.

## Principales obras

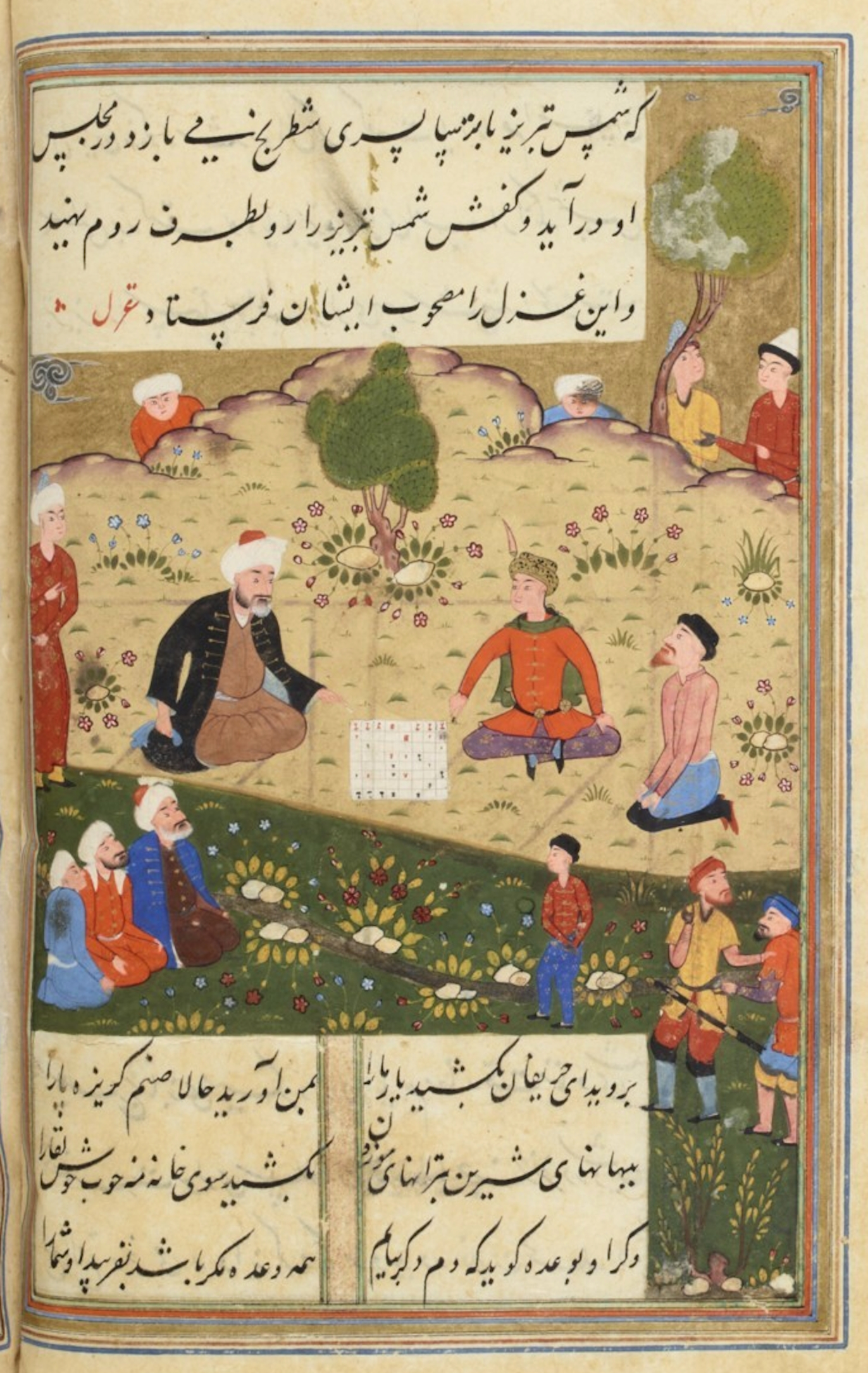
Página de un manuscrito del Diván-i Shams-i Tabrizi, datado en 1503.

La poesía de Rumi se divide a menudo en varias categorías: los cuartetos (rubaiyat) y ghazals (odas) del Diván, los seis libros del Masnavi, los Discursos, las Cartas, y los siete sermones casi desconocidos. 
El trabajo más importante de Rumi es el Masnavi-ye Manavi (coplas espirituales), reunidas en seis volúmenes, considerada por muchos sufíes como en segundo lugar en importancia tras el Corán. De hecho al Masnavi a menudo se lo llama el "Qur'an-e Parsi" (el Corán persa). Es considerada por muchos como uno de los trabajos más grandes de la poesía mística.
El otro trabajo importante de Rumi es el Diwan-e Shams-e Tabriz-i (El Trabajo de Shams de Tabriz - nombrada en honor a su gran amigo e inspirador, el derviche Shams), compuesta de unos 40.000 versos. Varias razones se han ofrecido explicando la decisión de Rumi de nombrar su obra maestra después de su encuentros con Shams. Algunos discuten que puesto que Rumi no habría sido poeta sin Shams, fue apropiado que la colección fuera titulada con el nombre de él. Otros han sugerido que al final, Rumi se convirtió en Shams, por lo tanto la colección es en verdad de Shams hablando a través de Rumi. Ambos trabajos están entre los más importantes de toda la literatura persa.
Por su parte el "Fihi Ma Fih" (En él está lo que está en él) se compone de los discursos de Rumi sobre diversos temas. Rumi no preparó ni escribió estos discursos. Fueron registrados por su hijo, el sultán Veled o algún otro discípulo de Rumi y recopilados en forma de libro. 
Algunos de los discursos están destinados a Muin al-Din Parvane. Algunas partes del libro son también comentarios del Masnavi.
Majalis-i Sab'a (Siete Sesiones) contiene siete sermones dados en siete asambleas. Estos sermones fueron dados a petición de personas notables, especialmente al-Dinar Zarqubi de Salah.

## Su legado

### La Orden Mevlevi
La Orden Mevleví o de los Derviches Giróvagos es una orden derviche (tariqa) de Turquía, fundada por los discípulos de este gran maestro y poeta sufí. La sede de la orden se halla en Konya (Turquía). Los mevlevíes (de la voz árabe maulana, mevlana en turco, "nuestro maestro", sobrenombre de ar-Rumí), alcanzan el éxtasis místico (uaÿd) en virtud de la danza (samá’), símbolo del baile de los planetas. Los derviches (del persa darwish: "visitador de puertas") mevlevíes giran sobre sí mismo hasta conseguir el éxtasis. La danza es acompañada de flautas, atabales, tamboriles, esa especie de violines llamados kamanché, y laúdes de mástil largo como el saz turco.

## Rumi en la cultura popular
- La cantante Madonna recita el poema "Agridulce" en una canción del mismo nombre (Bittersweet).
- En la canción "Human Sadness" De Julian Casablancas + The Voidz se cita una frase de Rumi : "más allá de todas las ideas del bien y el mal hay un campo".
- En la canción "Kaleidoscope" de la banda británica Coldplay aparece un fragmento del poema de Rumi "The Guest House".
- En la serie turca Kara Sevda (2015-2017) aparece un fragmento de un poema de Rumi en la escena final de la serie.
- En la serie turca Hercai (2019-2022) suelen aparecer fragmentos de poemas de Rumi al inicio de los capítulos.
- En la serie A dos metros bajo tierra, episodio 10 de la 5.ª temporada, aparece un fragmento de las Odas de Rumi.